# Томілін Віталій Володимирович
Віталій Володимирович Томілін (рос. Виталий Владимирович Томилин; народився 15 січня 1974 у м. Електросталі, СРСР) — російський хокеїст, центральний нападник.
Виступав за «Крила Рад» (Москва), «Сов'єт Вінгс», «Кристал» (Електросталь), «Амур» (Хабаровськ), «Елемаш» (Електросталь), ХК «Владимир», «Керамін» (Мінськ), ХК «Могильов».
У складі молодіжної збірної Росії учасник чемпіонату світу 1993.